# 藤沢長達
藤沢 長達（ふじさわ ちょうたつ）は江戸時代中期の儒学者、医師。佐渡奉行所付医員、伊勢菰野藩儒医。

## 生涯
元禄16年（1703年）生まれ。住所は相川中京町。幼くして片眼を失い、吃音となった。享保7年（1722年）家を従弟清右衛門に譲り、京都で後藤艮山に医学を学び、享保10年（1725年）伊藤東涯の塾に入った。朱子学を批判し、古文辞学を好んだ。
帰郷後、享保15年（1730年）頃佐渡奉行所の命で産物調査書『佐州図上』を編集し、享保16年（1731年）佐渡陣屋付医員となった。享保18年（1733年）佐渡奉行萩原美雅による弥十郎町天満宮の再建に対して「重修菅廟記」を寄せたところ、室鳩巣の目に入り、書後を贈られた。享保20年（1735年）諸国産物令が出されると、元文2年（1737年）大平道悦と共に『佐渡島採薬譜』を編集した。
寛延元年（1748年）江戸に出て、5月菰野藩に20人扶持で招聘され、在所詰として菰野に移住した。明和元年（1764年）朝鮮通信使が来訪し、「朝鮮制述官三書記医官に寄す」を寄せた。
明和7年（1770年）江戸に戻り、明和8年（1771年）2月27日69歳で死去し、深川浄心寺に葬られた。

## 編著
- 『南川刪稿』[3]
- 『清燕答問』[3]
- 『佐州図上』 - 享保15年（1730年）灌園道人（不詳）序。序文には長達自身が採集・作図したように書かれてあるが、実際は奉行所役人が採集し、奉行所付絵師により作図された[6]。写本に『佐抄図』『佐渡国物産』『佐渡物産志』『佐渡産物志』がある[10]。
- 『佐渡島採薬譜』 - 享保20年（1735年）の諸国産物令に応じ、奉行所付絵師山尾衛守・古河主左衛門に『佐州図上』を模写させ、元文2年（1737年）大平道悦編『佐渡産物帳』と合わせて完成させた。丹羽正伯編『庶物類纂』に用いられた[8]。写本に『佐州産物志』がある[11]。

## 親族
先祖藤沢頼親は信濃国伊那郡を領したが、天正年間箕輪城が保科正直により落城した後、越後上杉氏に就き、佐渡国攻略に従い佐渡に渡り、会津転封後も浪人として留まったという。
- 曽祖父：藤沢泰親 - 頼親の子。相川町年寄となった[9]。
- 父：藤沢八右衛門泰尚 - 晩年自悦と号した。五段の将棋を指したという[9]。
- 長男：藤沢子山 - 菰野藩に仕えた後、佐渡に帰郷した。